# Sekwester (medisch)
Met sekwester (uit het Latijn: sequestrare = in bewaring geven, scheiden, verwijderen) wordt een afgestorven deel van het lichaam aangeduid, dat door natuurlijke opruimingsprocessen los is gekomen van het gezonde weefsel en dat eventueel operatief verwijderd kan worden. Het proces van het ontstaan van sekwesters heet sekwestratie.
Een voorbeeld van een sekwester is los tussenwervelschijfmateriaal, dat vanuit de tussenwervelschijf in het wervelkanaal is geperst en operatief verwijderd kan worden. 
Bij miltsekwestratie is sprake van een heel ander proces. Tijdens ernstige infectieziekten met hoge of langdurige koortsperiodes is er een verhoogde kans op sekwestratie van bloed in organen. Het orgaan groeit in korte tijd sterk waardoor de bloedbevattende ruimten worden vergroot. Het bloed raakt gesekwestreerd in de milt en wordt dus onttrokken aan de circulatie. Dit resulteert soms in ernstige anemie en hypovolemie. Bij miltsekwestratie wordt veelvuldig gebruikgemaakt van bloedtransfusies.